# Zentrales Post- und Fernmeldeverkehrsamt der DDR

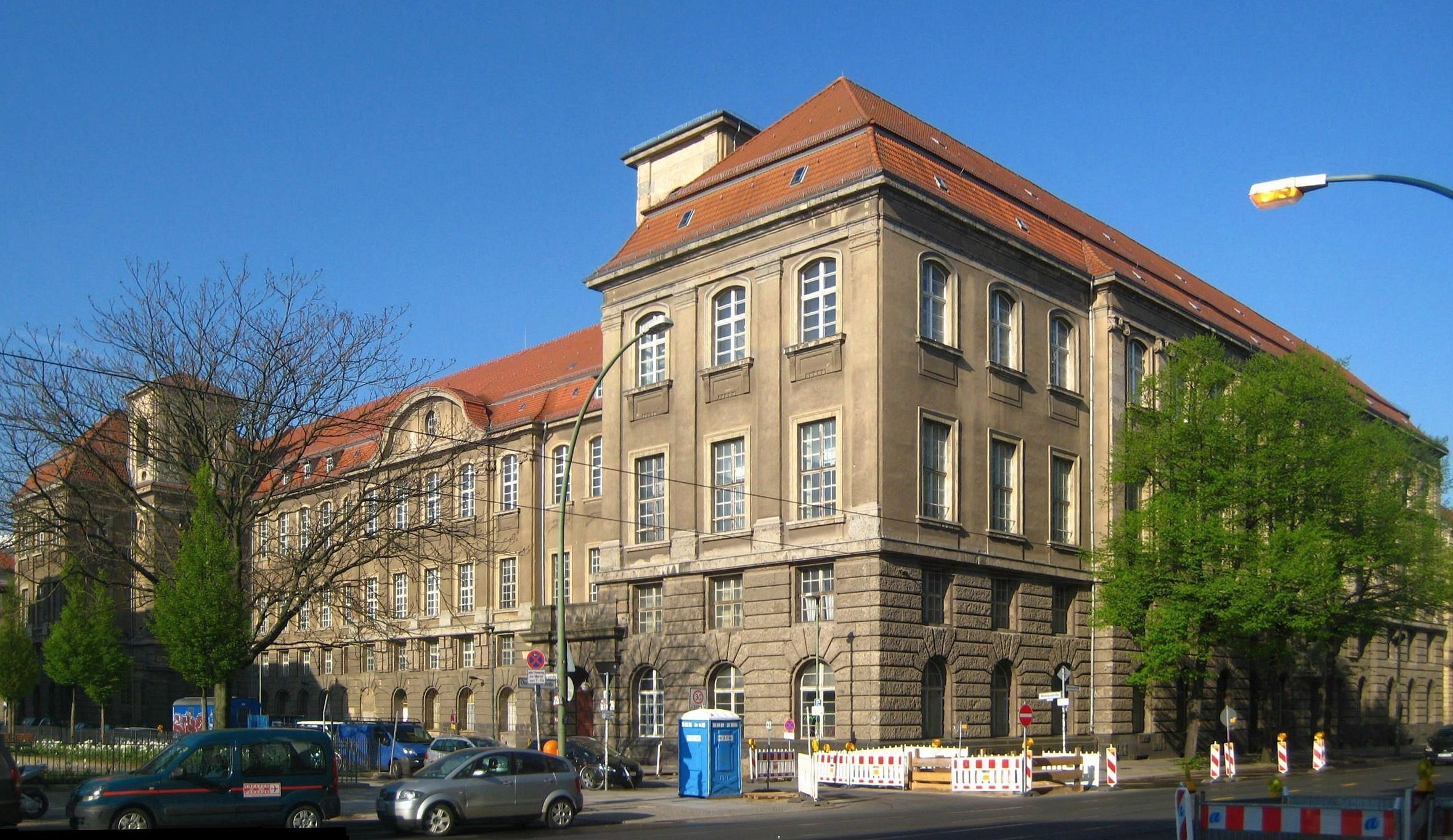
Ehemaliges Haupttelegraphenamt Berlin, Sitz des ZPF

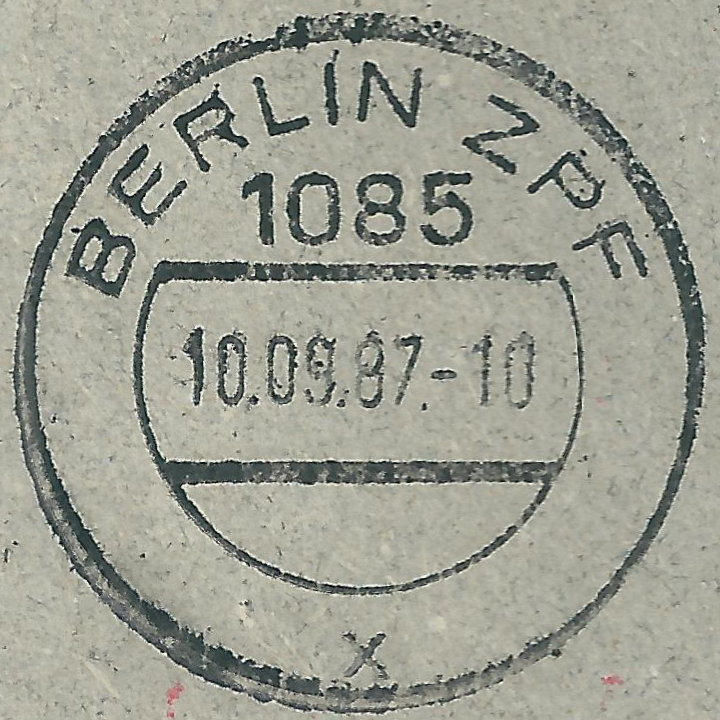
Tagesstempelabschlag des ZPF von 1987

Das Zentrale Post- und Fernmeldeverkehrsamt der DDR, abgekürzt ZPF, bis 1979 Zentrales Postverkehrsamt (ZPA), war die zentrale Dienststelle der Deutschen Post der DDR mit Sitz im ehemaligen Haupttelegraphenamt Berlin. Es wurde am 1. Januar 1973 gegründet und unterstand direkt dem Ministerium für Post- und Fernmeldewesen der DDR. ZPA und ZPF führten die Postleitzahl 1085.
Der gesamte Gebäudekomplex wurde nach der deutschen Wiedervereinigung Eigentum der Telekom und nach Gründung von Tochtergesellschaften gelangte er an die DeTeImmobilien. Alle Teile des Telegrafenamts wurden 1992 abgeschaltet.

## Aufgaben
Dem ZPF oblag die Leitung des Postbetriebs und der Postbeförderung und die Abrechnung des Post- und Fernmeldeverkehrs mit anderen Staaten, außerdem die Herausgabe postalischer Druckerzeugnisse, darunter Fernsprechbücher, Postleitzahlverzeichnisse und Postgebührenhefte. Es unternahm auch die Werbung für philatelistische Erzeugnisse der Deutschen Post der DDR sowie den Versand von Postwertzeichen zu Sammlerzwecken.

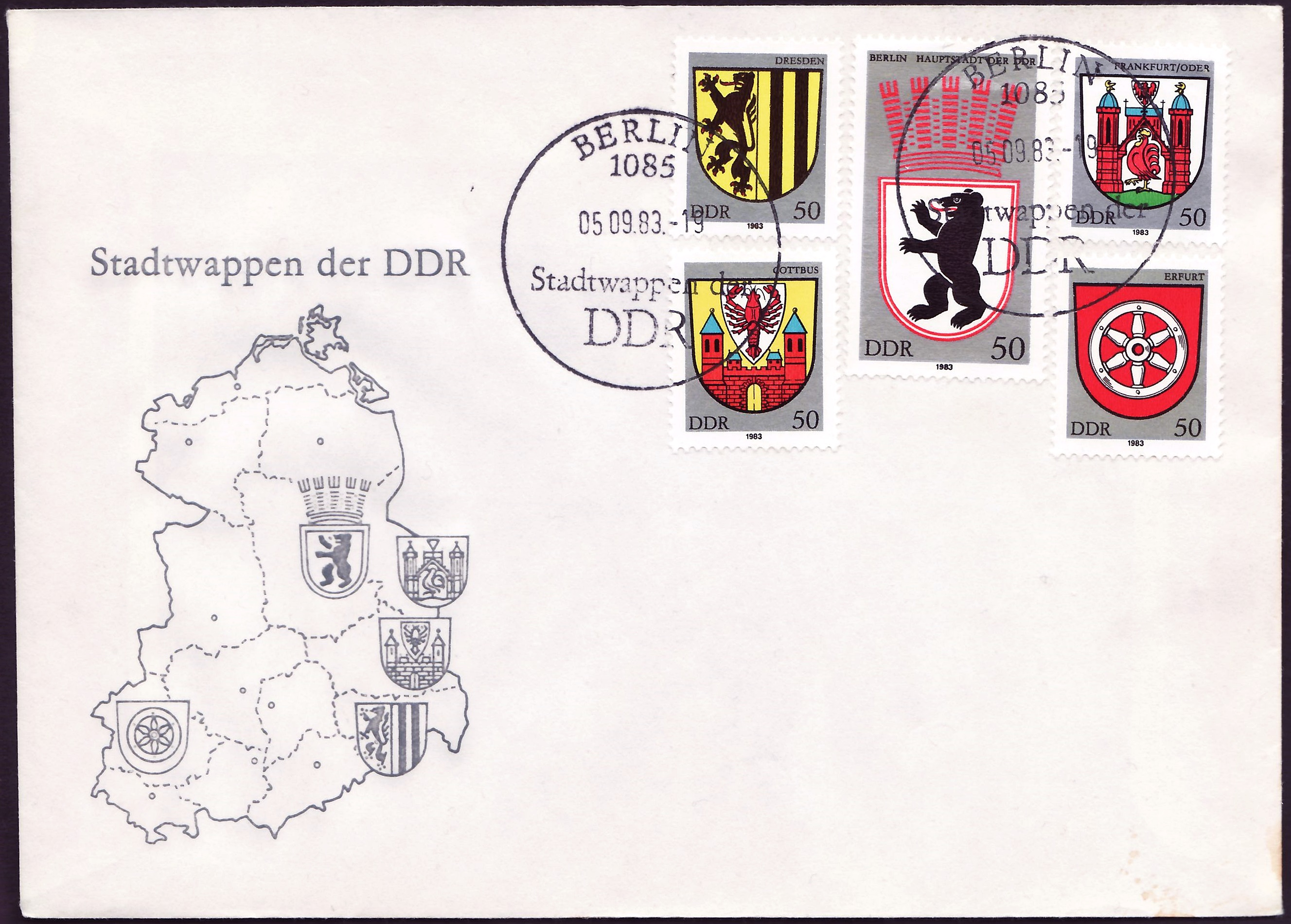
Schmuckumschlag mit Ersttags-Sonderstempel des ZPF von 1983

Beim ZPF wurden auch Sonderstempel anlässlich der Neuausgaben von Postwertzeichen der Deutschen Post der DDR geführt.